# سوسکچه‌های خرطوم‌دار آروآفیلا
 سوسکچه‌های خرطوم‌دار آروآفیلا(نام علمی: Aroaphila) نام یک سرده از تیره سوسکچه‌های خرطوم‌دار است.